# Sarcophage du triomphe de Bacchus
Le sarcophage du triomphe de Bacchus est une cuve en marbre blanc d'un sarcophage monumental d'époque romaine découvert vers 1800 sur la colline de Saint-Just à Lyon. Ce sarcophage est exposé au musée de la civilisation gallo-romaine à Lyon.
Le thème est le triomphe de Bacchus après sa conquête des Indes.

## La découverte
Vers 1800, lors des travaux de reconstruction de l'église Saint-Irénée à Lyon est repérée la cuve en pierre d’un sarcophage monumental d’époque romaine, qui est mise au jour en 1824. Elle est dégagée en 1845 par Ambroise Comarmond, fracturé en trois morceaux et enfoui à quatre mètres de profondeur au pied de l'escalier de l'église.
Lors de la première découverte en 1824, deux têtes sont détachées, sans qu'elles soient décrites. Comarmond en remet une à sa place et l'autre est envoyée à Paris et perdue. La face droite était brisée en onze fragments. Sur la face principale, la cuve était fracturée en trois morceaux, et plusieurs petites parties manquent. Toutefois, l'ensemble reste encore très lisible.

## Composition et datation
Il est en marbre de Carrare blanc à gros cristaux réguliers veinés de gris. Le style de ses reliefs, leur grande qualité et le choix du thème sur Dionysos et Bacchus suggèrent que l’œuvre provient d’un atelier romain et que l'on peut le dater des règnes de Caracalla à celui d'Élagabal, au début du IIIe siècle,. Turcan estime qu'il ne peut pas être postérieur aux années 220-225. Il est possible que ce sarcophage soit issu du même atelier que celui du triomphe indien conservé au musée du Latran,.

## Le décor
Le décor central est d'une grande densité, avec un grand nombre de figures occupant tous les espaces disponibles. Les proportions de la cuve accentuent l'allongement des silhouettes, ce qui confère une certain dignité aux figures. Le décor est dynamique grâce à plusieurs techniques, le jeu des directions opposées prises par les têtes, les obliques des jambes, le gonflement des draperies, la juxtaposition des personnages. Le tableau proposé est ainsi très vivant.
Si la multiplicité des personnages donnent une impression de fourmillement, l'ensemble est régi par des règles précises. Tout s'articule autour de la figure centrale de Pan, de chaque côté sont placés six grands personnages, aux deux extrémités se placent un personnage féminin.
Les figures principales sont sculptées en très fort relief, voire en haut-relief ; l'arrière-plan étant construit en bas-relief, de même que les faces latérales. Ce jeu de perspective est efficace, même s'il n'est pas exempt de maladresses, comme la jambe démesurément longue de la ménade de gauche.

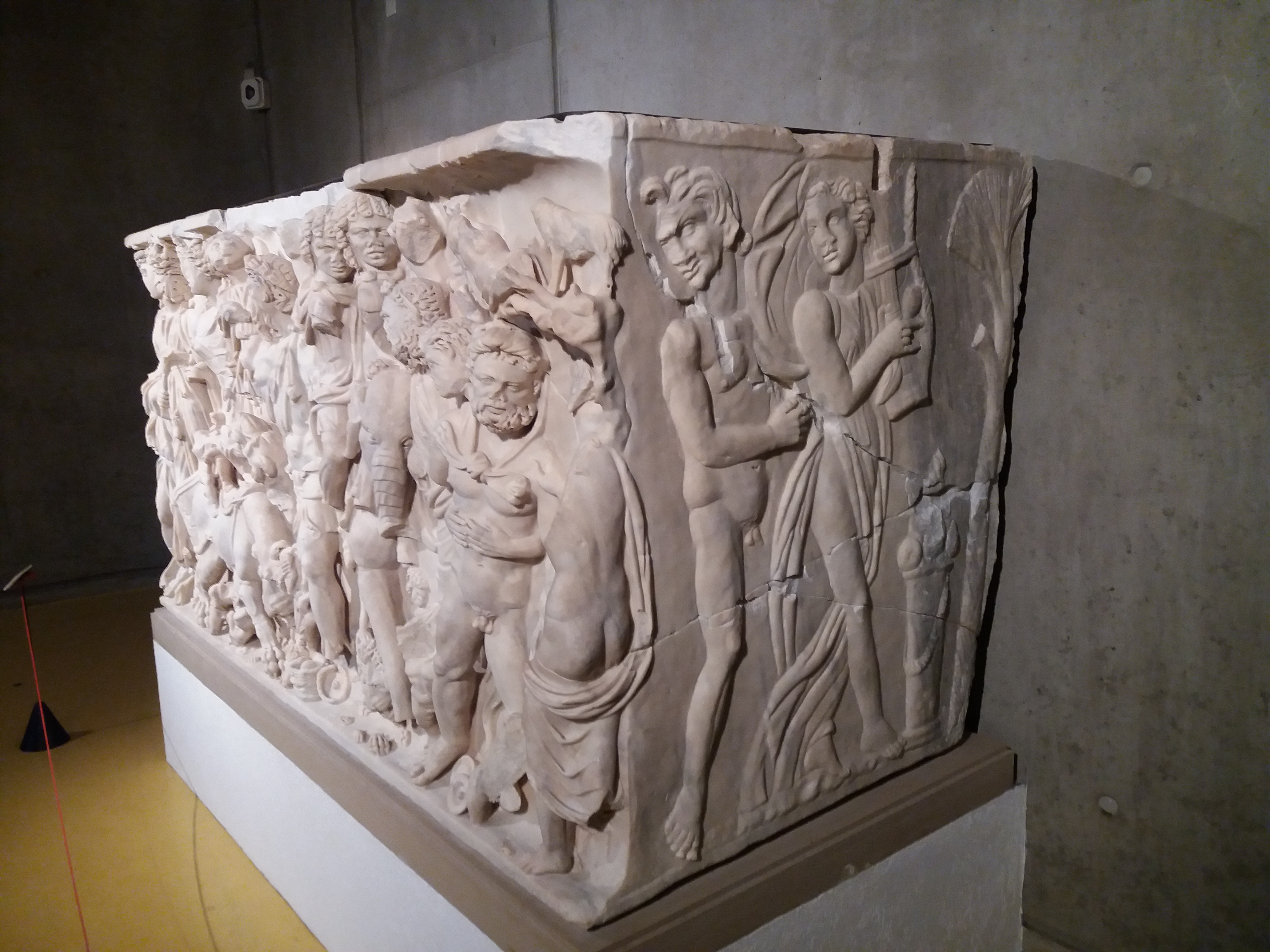
Sarcophage au triomphe de Dionysos, angle droit.
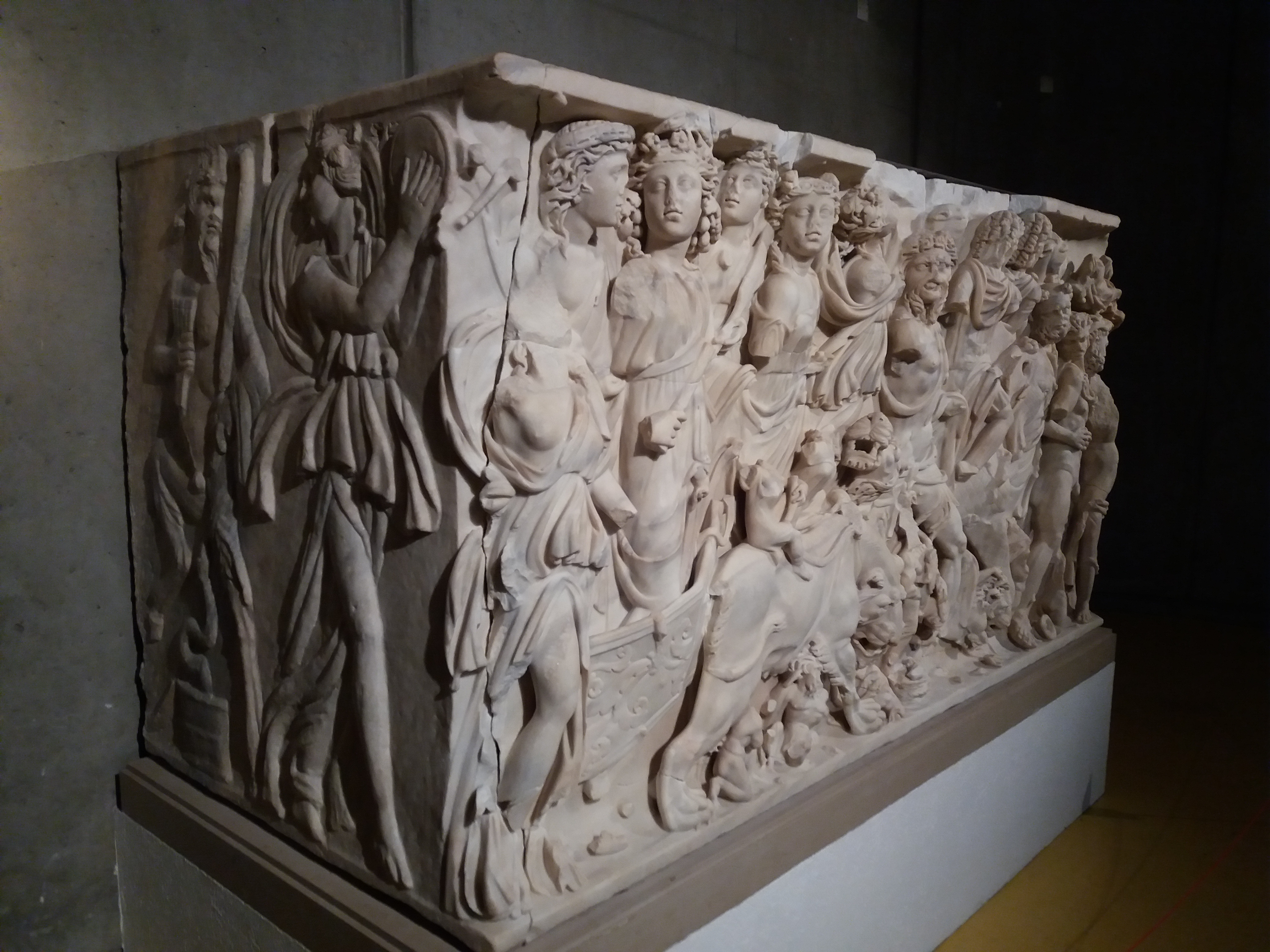
angle gauche.

### La paroi centrale
La face du sarcophage représente une scène mythologique, « le triomphe de Bacchus/Dionysos » aux Indes, exploit qu’il réalisa dans sa jeunesse. La composition se répartit en deux registres : l'un vertical par groupe de personnages autour de la figure du Pan central, et l'autre horizontal de bas en haut avec des scènes de genre. Pan, de face au centre, est revêtu d'une nébride et regarde derrière lui. Un panisque (un fils de Pan) se trouve entre les jambes du satyre, tenant un lagobolon (bâton utilisé pour la chasse au lièvre) et jouant de la flûte de Pan.
De chaque côté du dieu Pan est disposé un groupe de six personnages :
- À la droite de Pan, le jeune Bacchus/Dionysos se tient debout sur un char de triomphe, décoré de rinceaux d'acanthes, tiré par deux panthères (ses animaux favoris) situées au premier plan. Bacchus tient son thyrse dans sa main droite, et est revêtu de la tunique royale des souverains hellénistiques, un chiton féminin recouvert d'une nébride serrée à sa taille. Il est couronné par une Victoire tenant une palme dans sa main gauche et placée debout derrière lui. À sa droite, Bacchus est accompagné d’Ariane couronnée de feuillages. Son corps est en partie caché par une bacchante.
- À la gauche de Pan, est figurée le triomphe sur l’Inde par des personnages exotiques : captifs vêtus d'une tunique courte et d'un manteau, portant le pantalon typique du barbare Germain aux coiffures tressées, montés sur un éléphant dont la trompe et les défenses au relief trop marqué ont disparu. L'éléphant, dont le front est ceint d'une couronne de corymbes et le corps recouvert d'une moustiquaire, porte une clochette à son cou. Un lion se tient entre ses pattes, tandis que sont disposés derrière lui des animaux exotiques rappelant l'Orient et l'Afrique (chameaux, lions, panthères, girafes, éléphant). À l'extrême gauche de Bacchus, on voit Hercule, reconnaissable à la peau de lion qui couvre ses épaules (le léontè). Il tente de s'approcher d'une Nymphe qui appuie sa main droite sur son épaule. Il semble tituber mais il est soutenu par un satyre. L’ivresse d’Hercule l’associe au culte de Bacchus et tandis qu'il a parcouru le monde jusqu’à ses confins, sa présence ajoute un élément supplémentaire témoignant d’un pays lointain. Le lien entre Bacchus et Hercule est assuré par le personnage de Silène.
- Dans l'angle en haute à droite, un berger est couché entre deux chèvres, en compagnie d'un genius loci[11]. L'espace entre les grands personnages est occupé par de petits éléments, notamment des chèvres accroupies.

Détails de la face principale
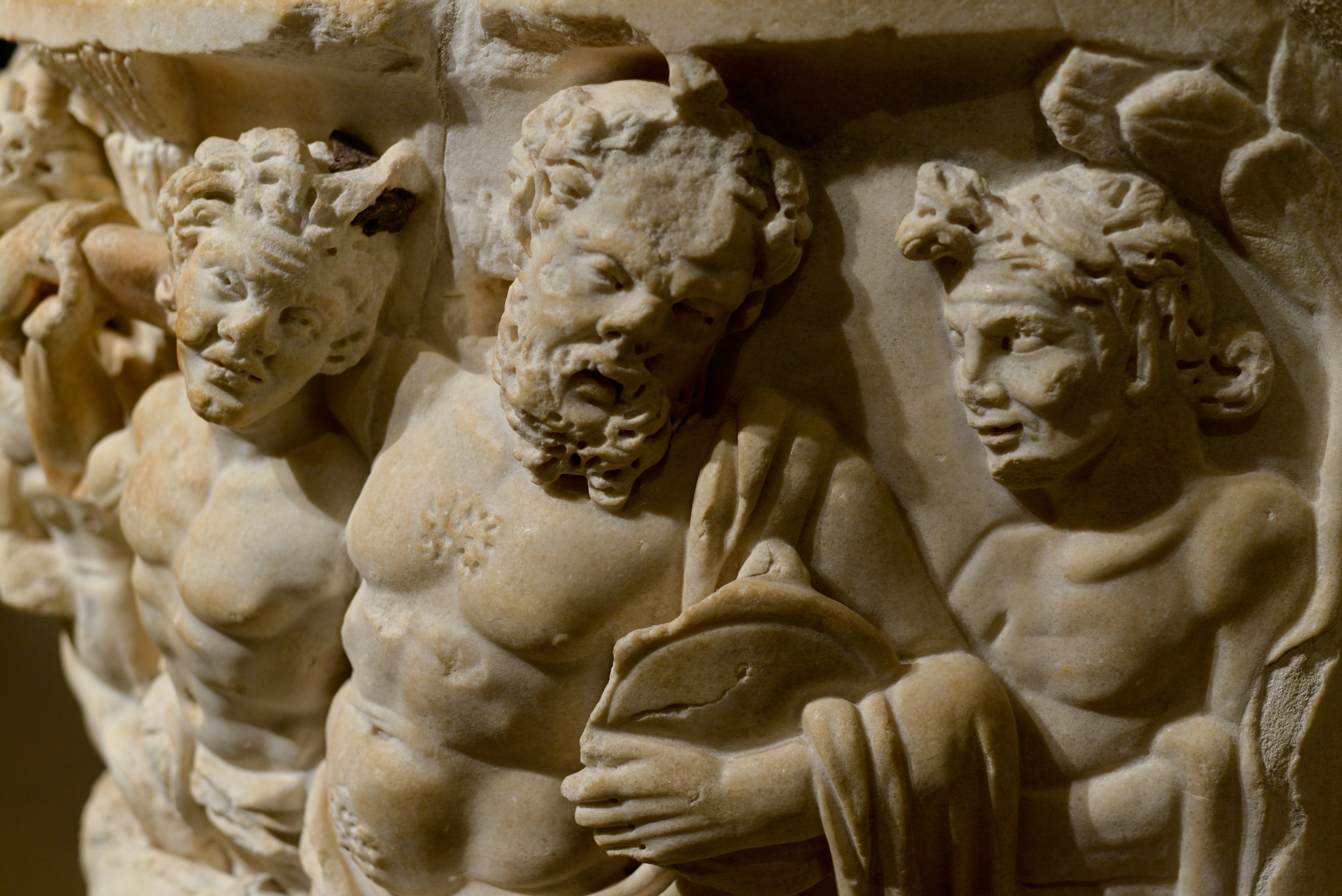
Silène.
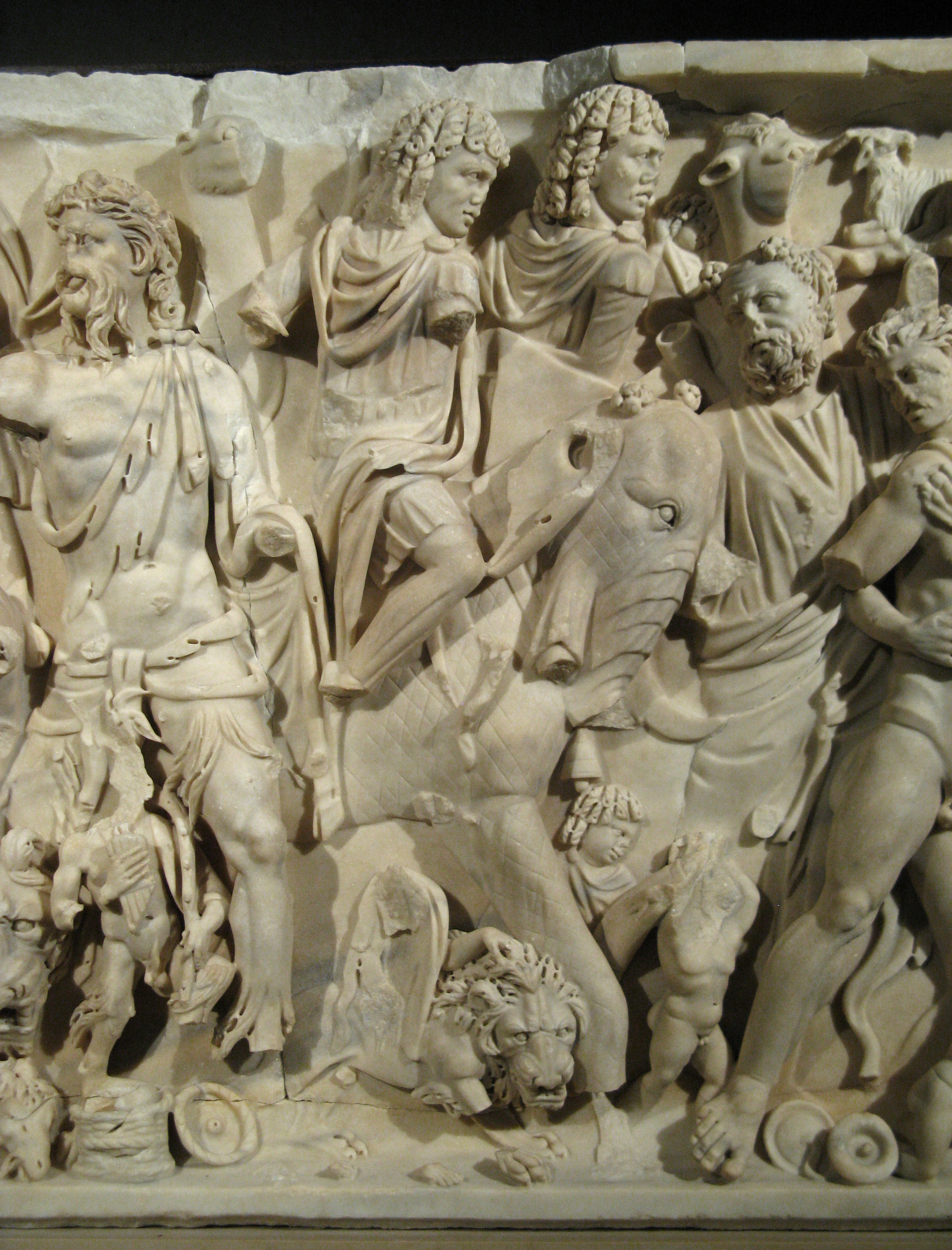
Pan, à gauche. Éléphant.
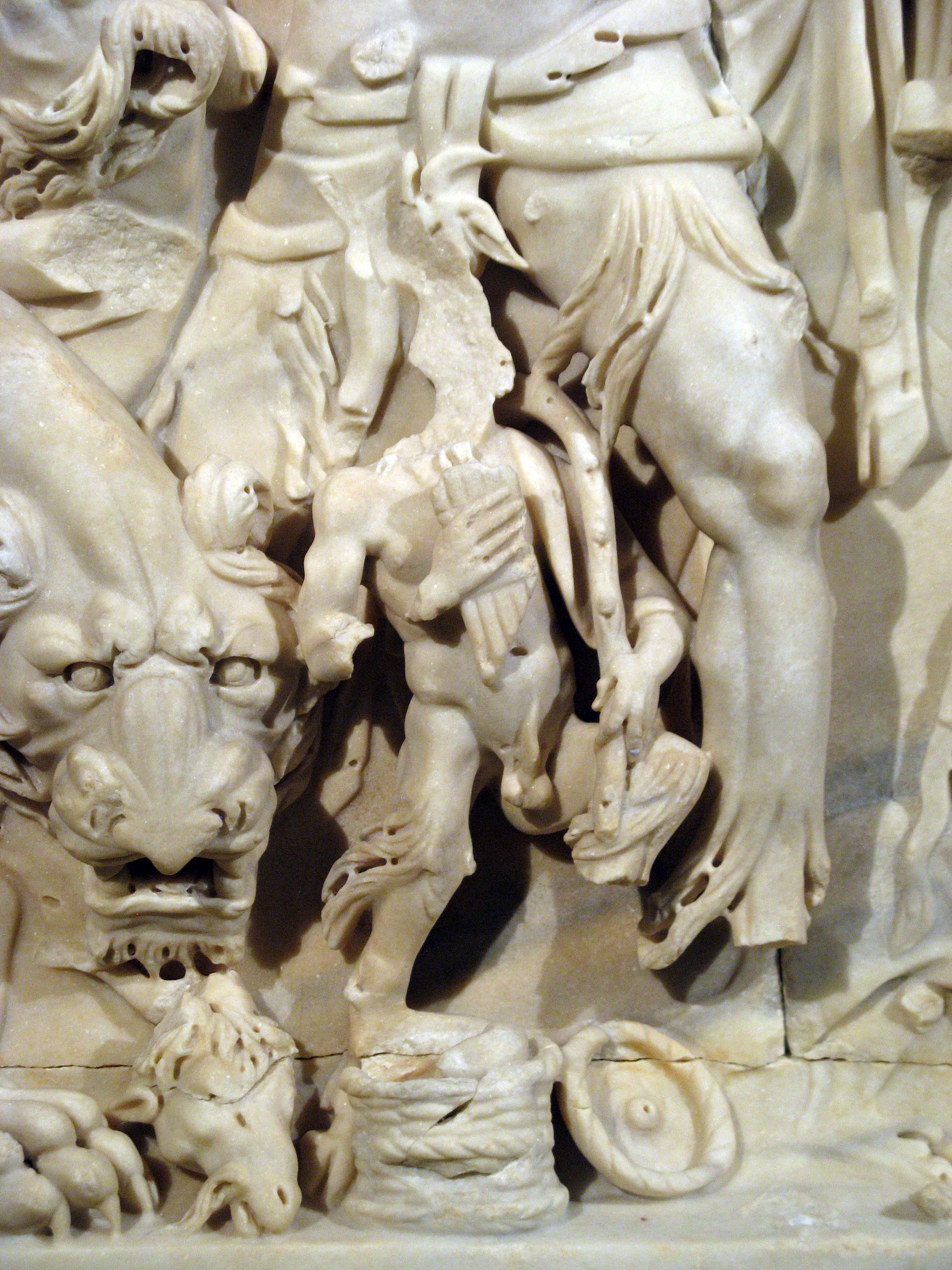
Panisque au pied de Pan.
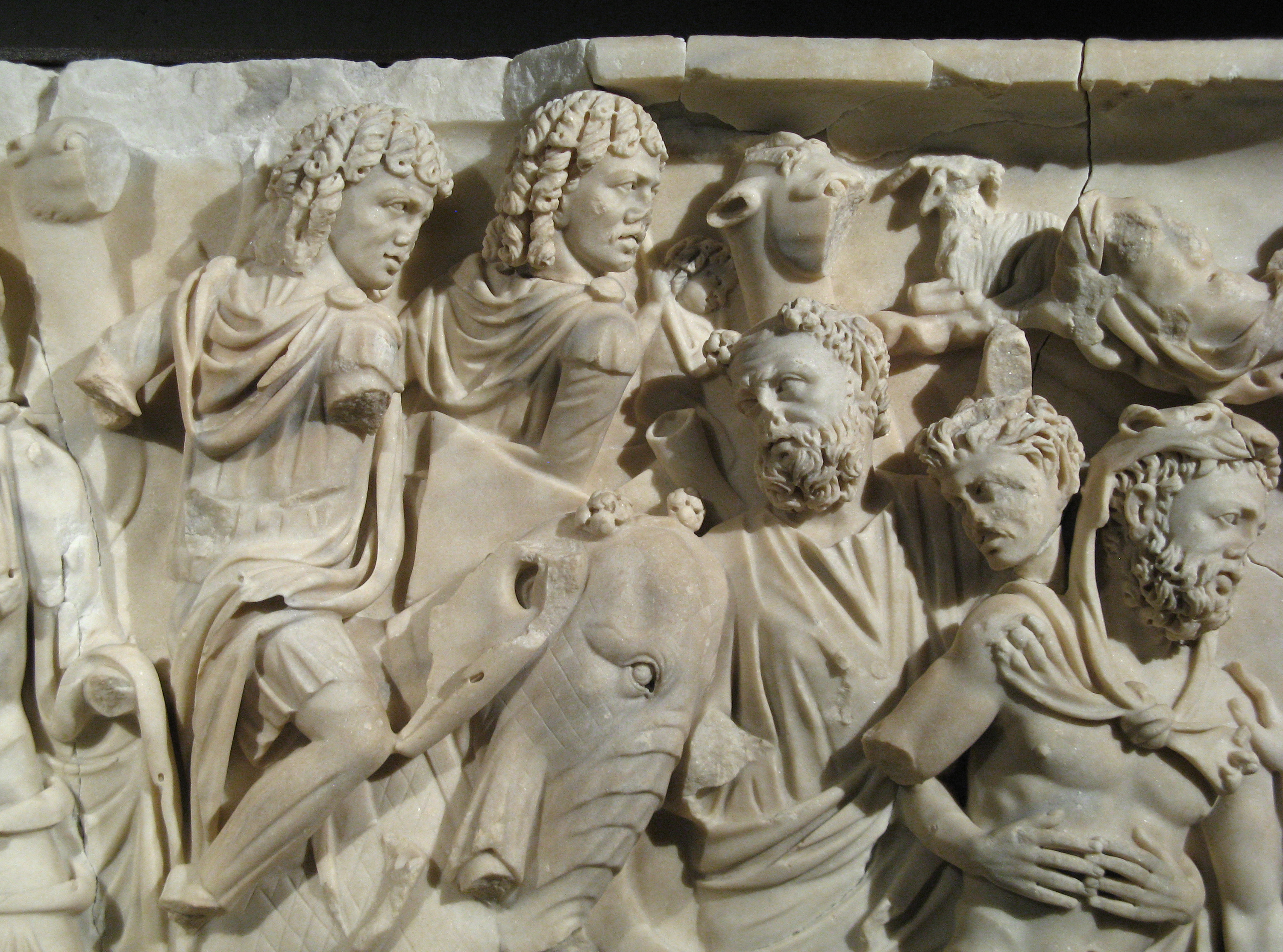
Cortège exotique et Hercule ivre.
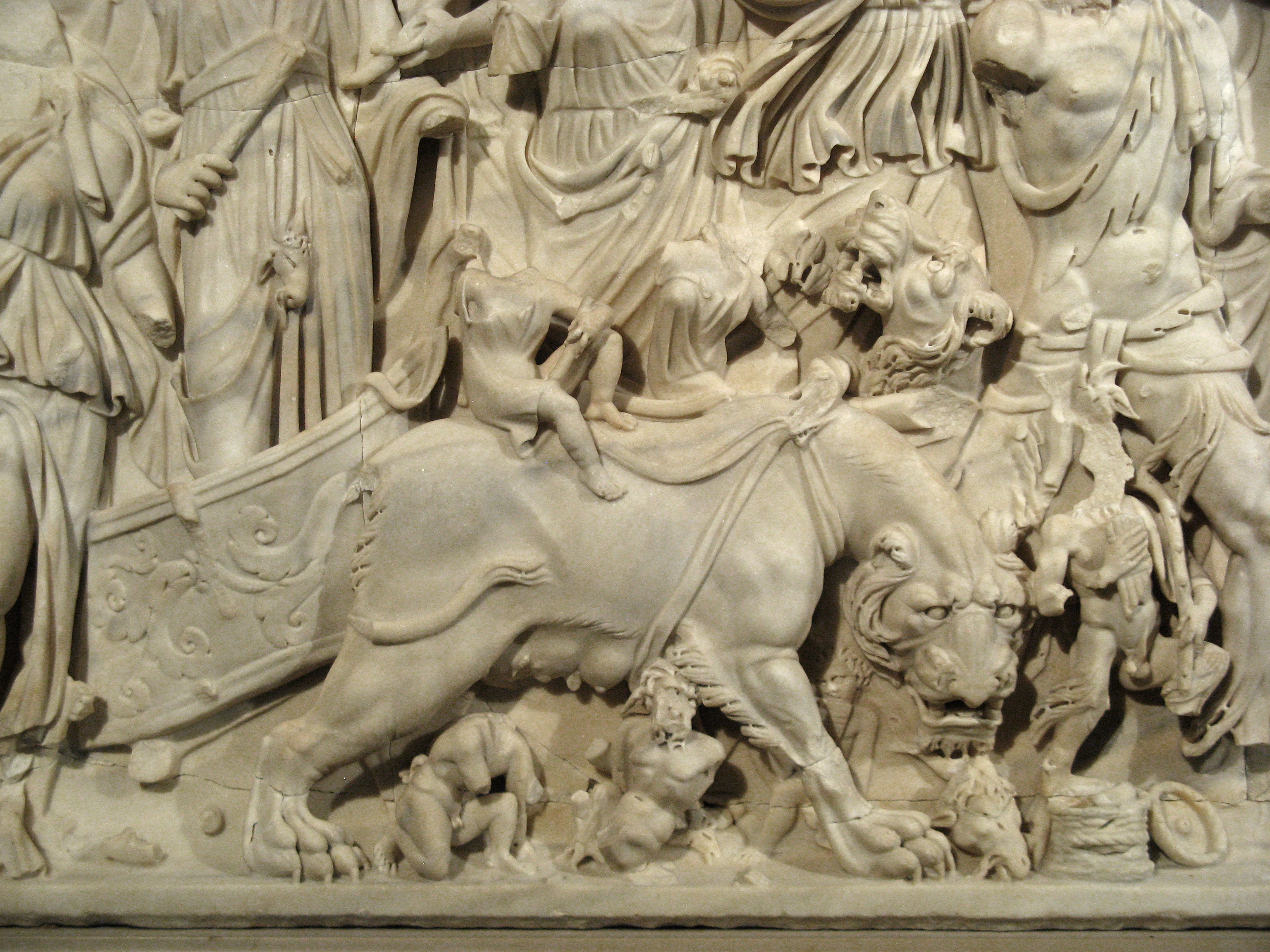
Panthères attelées au char.
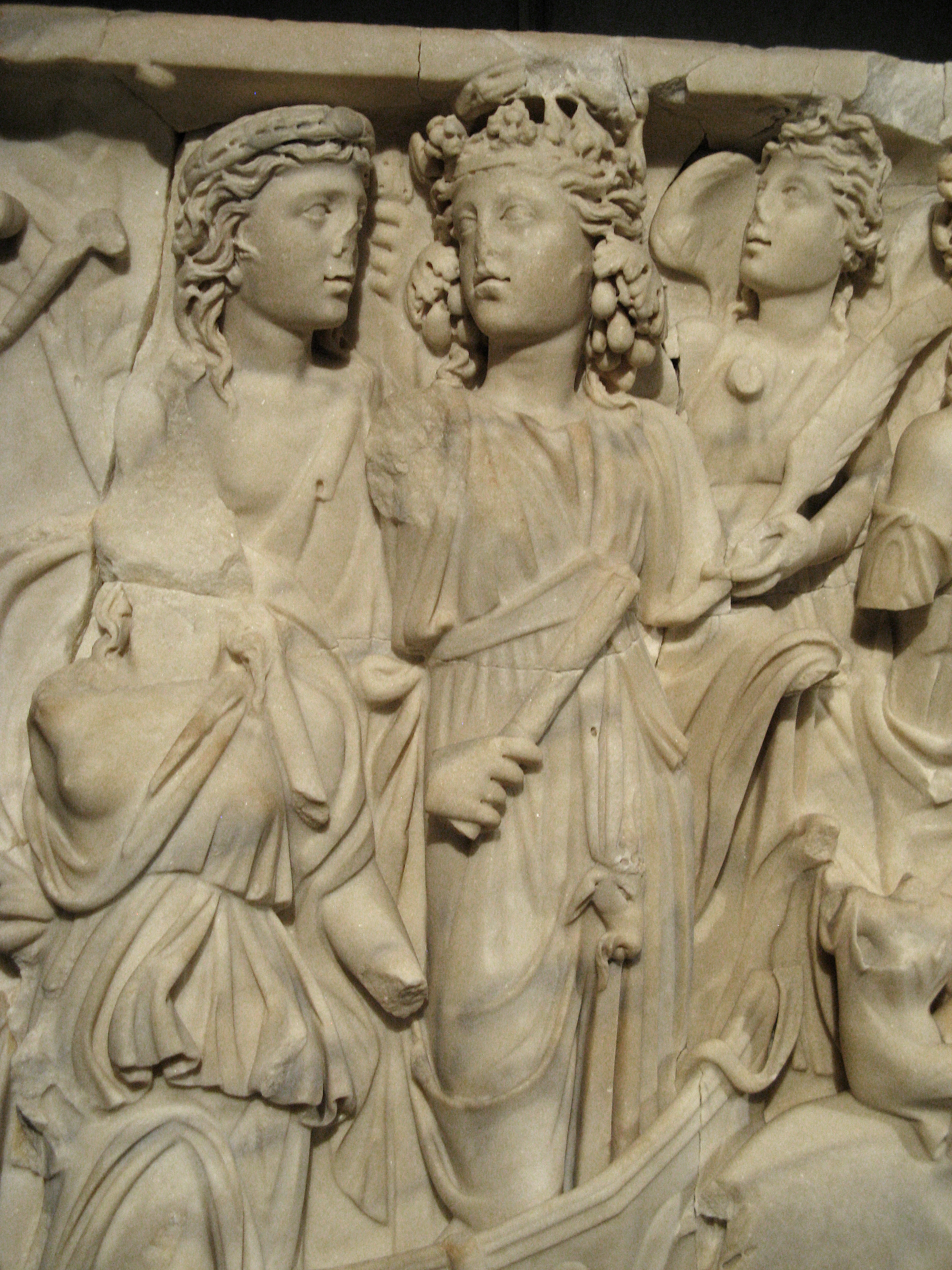
Ariane et Dionysos.

### Les parois latérales
Les parois latérales, peu visibles une fois le sarcophage en place dans le tombeau sont sculptées en bas-relief :
- À gauche : souriant, Pan (ou un satyre) danse en tenant un pedum (houlette de berger) et une flûte tandis qu'une bacchante joue du tambourin. Aux pieds de Pan se trouve une ciste qui laisse échapper un serpent, emblème de Dionysos-Sabazios[13].
- À droite : un satyre s'approche d'une bacchante qui joue de la lyre avec son plectre. Devant, un autel décoré de guirlandes porte des offrandes de figues et de pommes de pin, d'où s'élève la flamme sacrificielle. Un pin au feuillage toujours vert évoque aussi Sabazios[13].

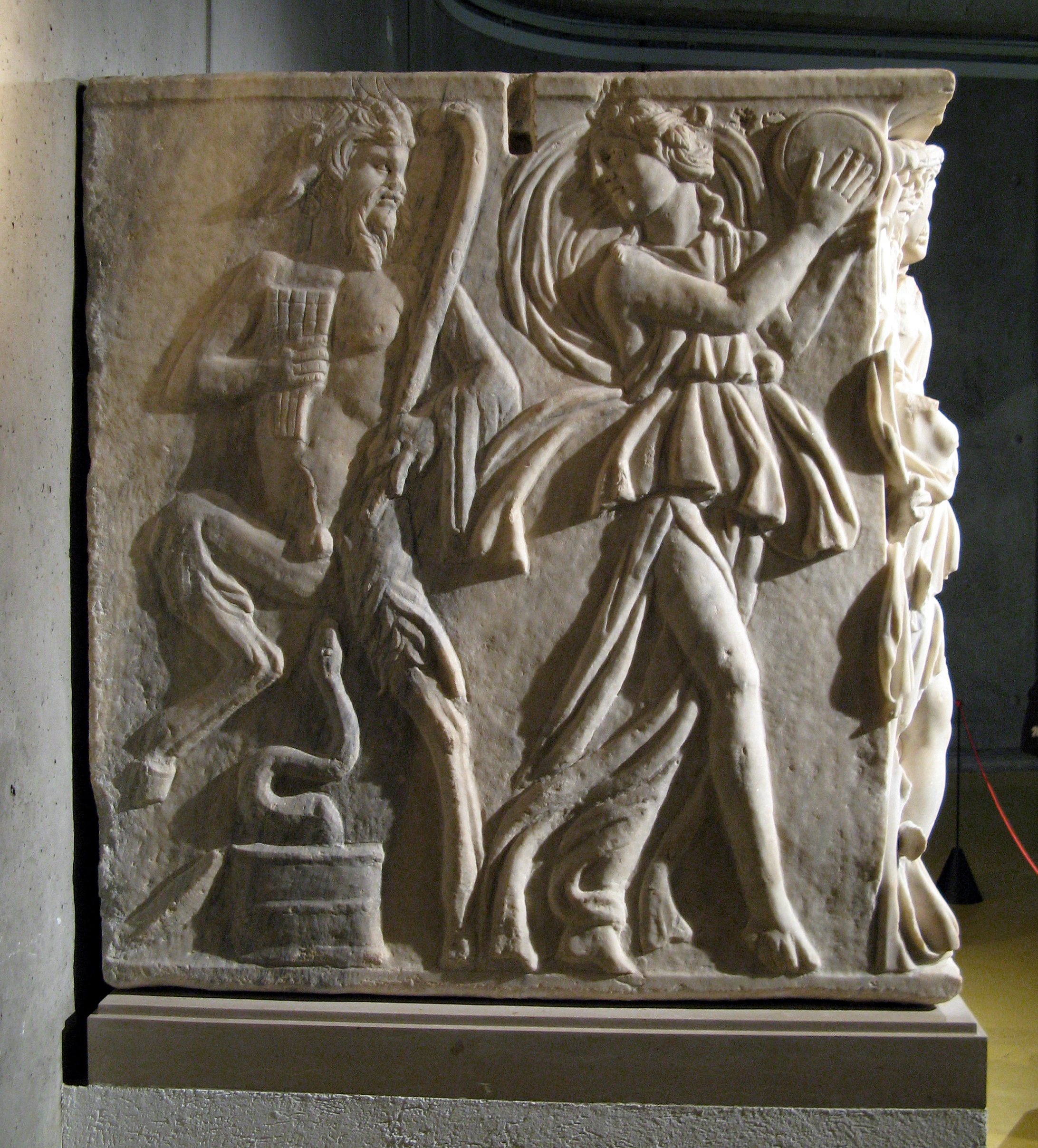
Côté gauche
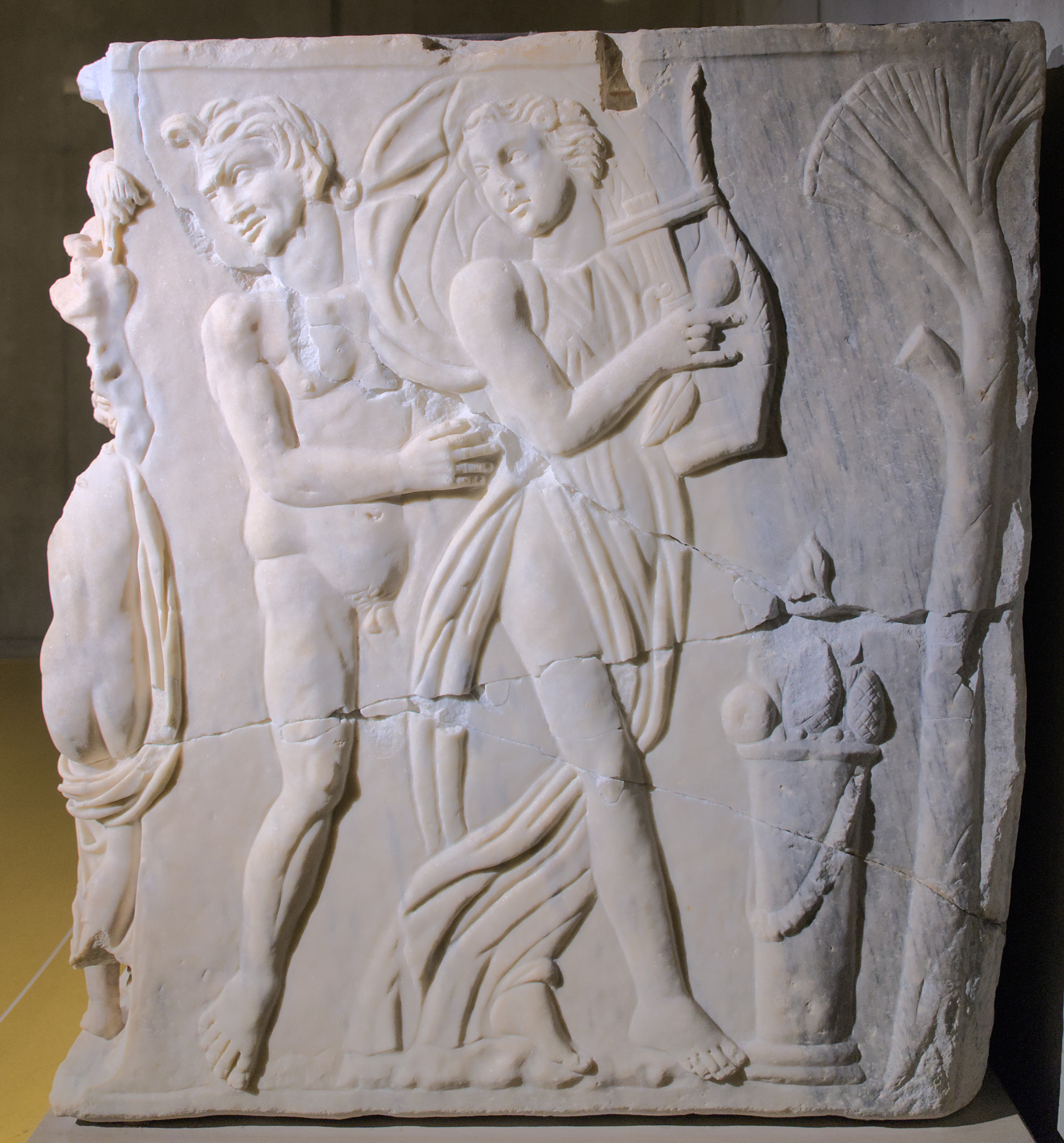
Côté droit